# Perserkatze
| Standards | Standards |
| --- | --------- |
| - CFA (PDF-Datei; 139 kB) - FIFe (Memento vom 17. Mai 2009 im Internet Archive) - TICA (Memento vom 2. Dezember 2010 im Internet Archive) (PDF-Datei; 25 kB) - WCF |           |

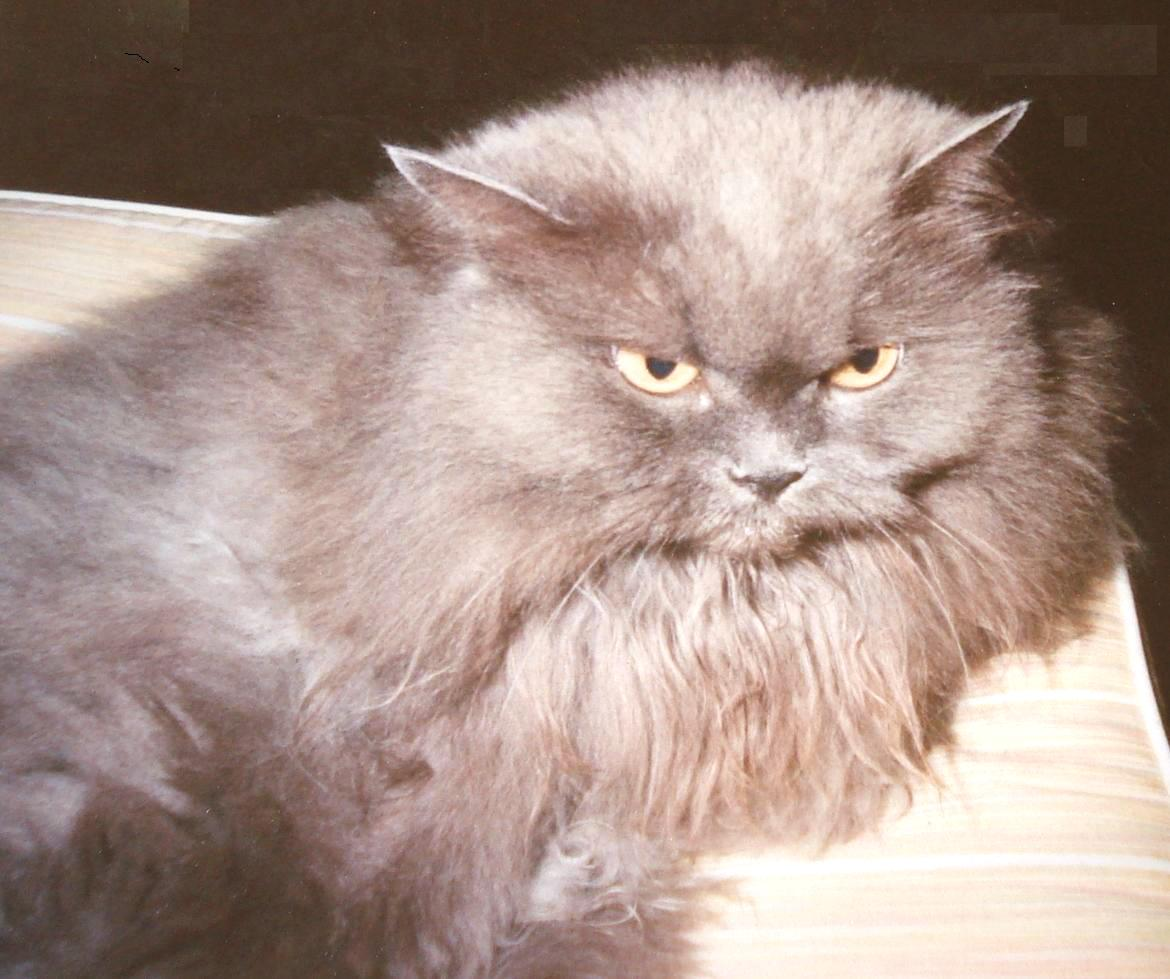
Blaue Perserkatze in sehr gemäßigtem Typ

Die Perserkatze (pers. گربهٔ ایرانی Gorbe-ye irāni ‚iranische Katze‘) zählt zu den ältesten und populärsten Rassekatzen. Perserkatzen teilen sich mit Exotischen Kurzhaarkatzen und Colourpoints einen gemeinsamen Rassestandard. Unterschiede weisen sie nur in Felllänge, -textur und -farbe auf.

## Beschreibung

### Charakter und Grundzüge
Sie ist sehr ruhig, zurückhaltend, zuverlässig und mit mäßig ausgeprägtem Freiheitsdrang, somit sind die Perser auch gut ohne Freilauf zu halten. Es ist sogar von Vorteil, da das Fell dieser Rasse sehr schnell zu Verfilzungen und Knötchen neigt. Deshalb gehören sie auch zu den pflegeintensivsten Rassen. Eine regelmäßige Fellpflege erfordert viel Zeit und Geduld; die Fellpflege wird alle zwei bis drei Tage empfohlen.

### Aussehen/Standard
Standard der Perserkatze (es kann Abweichungen in den verschiedenen Vereinen geben):
- Körperbau: Groß – bis mittelgroß, gedrungener Körper auf niedrigen, kurzen und stämmigen Beinen mit runden Pfoten. Zwischen den Zehen sind Haarbüschel erwünscht. Brust und Schulter einer Perserkatze sollten breit, muskulös und massiv sein.
- Kopf/Form: rund und massiv, gut proportioniert, sehr breiter Schädel. Dies kann zu Brachycephalie führen.
- Stirn: gerundet
- Wangen: voll
- Nase: kurz, breit, mit deutlichem Stopp. Der Stopp muss zwischen den Augen sein, er darf weder oberhalb des oberen Augenlids noch unterhalb des unteren Augenlids platziert sein. Der Nasenrücken wie auch der Nasenspiegel müssen breit sein. Nasenlöcher sind gut geöffnet, um einen ungehinderten Durchfluss der Luft zu ermöglichen. Es gibt aber auch Züchter, die den alten Typus mit langer Nase bevorzugen (lange Nase entspricht jedoch nicht den Zuchtrichtlinien).
- Kinn: stark
- Kiefer: breit und kräftig
- Ohren: Klein, weit auseinanderliegend und niedrig am Kopf platziert. Die Spitzen sollten abgerundet sein. Schön sind lange Ohrbüschel.
- Fell: Sollte lang sein.

## Herkunft und Zuchtgeschichte
Die Zucht der Perserkatze im heutigen Sinne nahm ihren eigentlichen Anfang in der zweiten Hälfte des 19. Jahrhunderts in England. Allgemein wurde bisher angenommen, dass die Perserkatze durch gezielte züchterische Selektion überwiegend aus Langhaarkatzen nahöstlichen Ursprungs herausgezüchtet wurde. Neueste wissenschaftliche Erkenntnisse der Genforschung jedoch können keine Verwandtschaft mit einer asiatischen Linie, wie die der Angorakatze feststellen, sondern genetische Übereinstimmung mit der russischen langhaarigen Hauskatze. Die im August 2014 auf dem 10. Weltkongress für angewandte Genetik in der Nutztierproduktion (WCGALP) in Vancouver vorgestellte umfangreiche wissenschaftliche Studie der University of Missouri, Veterinärmedizin und Chirurgie, zeigte auf, dass die Perserkatze eine Zufalls-Züchtung aus Exemplaren der russischen Hauskatze war.Es wurden Langhaarkatzen zunächst ohne Rücksicht auf ihre Herkunft miteinander verpaart, jedoch nicht mit Kurzhaar, da man fürchtete, dieses könne in späteren Generationen wieder durchschlagen.
Die ersten langhaarigen Katzen aus Kleinasien wurden Mitte des 17. Jahrhunderts über Nicolas Claude Fabri de Peiresc nach Frankreich eingeführt. Alfred Brehm führt das Langhaar der Angorakatzen auf eine natürliche Anpassung an das raue Klima in ihrer Herkunftsregion zurück. Die Herkunft von bereits damals so bezeichneten Persern aus Persien war umstritten und wurde widerlegt. Die Vermutung, Pietro del la Valle hätte Katzen aus dem Chorassan, aus deren Region sich der Name „Perser“ herleitet, mitgebracht, ist nicht zu belegen. Er selbst war nie dort. Der Begriff „Perser“ etablierte sich erst mit Gründung der ersten Zuchtvereine GCCF und WCF und deren erstmaligen Zuchtstandards Anfang des 20. Jahrhunderts, in denen der Begriff „Angorakatze“, bis dahin für langhaarige Katzen verwendet, nicht mehr vorkam. Die ersten Perser sind mit den heutigen keinesfalls zu vergleichen. Sie erinnerten vom Typ eher an die Angorakatze. Der Zuchtstandard für die Perserkatze erfuhr mehrfache Änderungen bis hin zum Peke-Face. Über die Jahre wurde die Katze kleiner, kurzbeiniger, die Stirn runder und der Gesichtsschädel immer kürzer, das Fell immer üppiger mit immer mehr Unterwolle. Um 1970 wurden in Amerika viele Massenzuchten aufgebaut; sehr zum Nachteil der Rasse, da viele gesundheitlich nachteilige Veränderungen durch den Verkauf der Katzen auch nach Europa kamen. Seit Anfang des 21. Jahrhunderts ist es vielen gewissenhaften Züchtern gelungen, typvolle, dem heutigen Rassestandard entsprechende, aber kerngesunde Perser zu züchten. Seitdem widmen sich auch einige Züchter neuen Farbschlägen wie chocolate und lilac.
1933 wurden in einem der europagroßen Katzenverbände die Rasse „Exotic Shorthairs“ anerkannt. Sie entspricht im Typus und Charakter der Perser, nur zeigt sie ein kurzes Teddybären-Fell. Viele Liebhaber der Rasse, die auf das typische Kindsgesicht nicht verzichten wollen, finden hier eine artverwandte Rasse, bei der die Fellpflege um vieles leichter ist.

## Tierschutzbedenken
Von verschiedenen Tierschutzorganisatoren werden die extremen Züchtungen der Perserkatzen verurteilt, da die zurückgesetzte Nase zu tränenden Augen, Entzündungen im Nasen und Rachenbereich, Beschwerden bei der Nahrungsaufnahme und Problemen beim Atmen führen kann. Auch die Geburt ist oft problematisch und erfordert einen Kaiserschnitt. Eine weiße Fellfarbe kann – wie bei allen Katzen – genetisch mit Taubheit gekoppelt sein.

## Kreuzungen

### Colourpoint

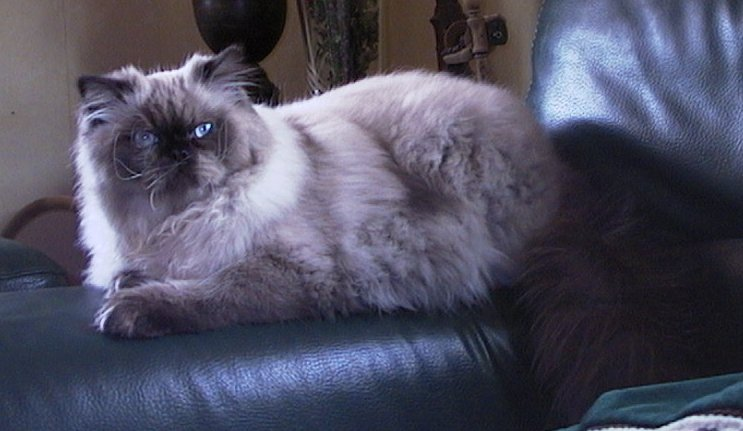
Colourpoint

Die Colourpoint (auch als Maskenperser oder Himalayan bezeichnet) ist eine Farbvariante der Perserkatze, die durch Kreuzung von Siam- und Perserkatzen entstanden ist. Farblich ähnelt sie der Siamkatze. Der Rassestandard entspricht bis auf die Färbung der Perserkatze.

#### Geschichte
Erste Kreuzungsversuche gab es in Schweden und in den USA in den zwanziger Jahren. 1935 wurde die erste Colourpoint in den USA geboren. Ende der vierziger Jahre begann man in Großbritannien mit der zielgerichteten Zucht.

#### Aussehen
Ihr Fell ist am ganzen Körper hell, im Gesicht, am Schwanz und sonstigen „markanten“ Stellen dominiert eine dunklere Farbe. Heutige Colourpoints haben durch weitere Züchtung einen charakteristischen runden, massigen Kopf und einen kurzen aber dicken Hals; die Nase ist breit, die Ohren klein und nach vorne geneigt. Sie sind groß bis mittelgroß, ihr Körperbau stämmig und gedrungen. Der Schwanz sollte kurz und üppig sein.

### Exotische Kurzhaarkatze
Für die Exotische Kurzhaarkatze wurde die Perserkatze mit der American Shorthair-Katze gekreuzt und gehört zum selben Rassenstandard.